# 蘇打斯普林斯 (加利福尼亞州內華達縣)
蘇打斯普林斯（英語：Soda Springs）是位於美國加利福尼亞州內華達縣的一個人口普查指定地區。

## 地理
蘇打斯普林斯的座標為39°19′24″N 120°22′48″W / 39.32333°N 120.38000°W，而該地最高點為海拔高度2063米（即6768英尺）。

## 人口
根據2010年美國人口普查的數據，蘇打斯普林斯的面積為0.879平方千米，當中陸地面積為0.879平方千米，而水域面積為0.000平方千米。當地共有人口81人，而人口密度為每平方千米92人。